# Ignacio Comonfort
José Ignacio Gregorio Comonfort de los Ríos (n. a Amozoc, Puebla el 12 de març de 1812; m. a Chimacuero, Guanajuato el 13 de novembre de 1863) fou un militar i polític liberal mexicà, i president de Mèxic de 1855 a 1858.
Fill d'un immigrant francès, Comonfort nasqué a Puebla el 1812. A causa de les dificultats econòmiques de la seva família, Comonfort hagué d'abandonar els seus estudis de dret al Col·legi Carolino (en l'actualitat la Universitat Autònoma de Puebla). El 1832 s'enllistà en l'exèrcit d'Antonio López de Santa Anna per lluitar contra el govern dictatorial d'Anastasio Bustamante. Fou nomenat comandant militar de Tlapa, de l'actual estat de Guerrero. Fou diputat del Congrés de 1842 a 1846. Combaté a la vall de Mèxic en la Guerra Estats Units - Mèxic el 1847. Fou elegit com a diputat del Congrés de bell nou el 1848, i senador. El 1853 fou designat administrador de la Duana d'Acapulco.
Al costat de Juan Álvarez Hurtado, Comonfort encapçalà la revolució contra el govern dictatorial de Santa Anna en una campanya del sud, i resistí el setge d'Acapulco. Després marxà cap als Estats Units on aconseguí recursos per continuar la guerra. Santa Anna, que veia que la revolució s'estenia per tot el país, renuncià a la presidència i abandonà el país el 9 d'agost de 1855. L'octubre del mateix any, Álvarez Hurtado assumí la presidència i designà Comonfort com a Ministre de Guerra. Álvarez renuncià a la presidència, i Comonfrot fou designat president interí.
La seva administració fou el preludi de la Guerra de Reforma. El 5 de febrer de 1857 es promulgà la nova constitució federal, i altres lleis liberals, que incloïen disposicions que separaven l'Església de l'Estat i en reduïen els privilegis, entre les quals, l'expropiació de les "terres mortes"—terres productives però sense ser utilitzades i en mans de l'Església—i la llibertat religiosa. L'Església amenaçà amb l'excomunió a totes les persones que juressin la constitució, la qual cosa havien de fer tots els funcionaris públics.
Comonfort, que es considerava moderat, volia organitzar un gabinet mixt, de liberal i de conservador, la qual cosa es tornà en una caixa de Pandora. Amb la pressió de l'Església i l'amenaça d'un cop d'Esat, Comonfort s'adherí al Pla de Tacubaya que desconeixia la mateixa constitució que ell havia aprovat, provocant així l'oposició dels constitucionalistes liberals. Els conservadors, encapçalats pel general conservador Félix Zuloaga, demanaren la destitució dels president, i prengueren el control de la capital sense disparar cap tret. La situació era molt inestable; Comonfort demanà poders extraordinaris, i Zuloaga demanà la destitució de Comonfort. Comonfort provà de retenir la presidència, i tornar a la constitució. Alliberà Benito Juárez i altres membres del seu gabinet que havien estat empresonats quan es desconegué la constitució. Deu dies després, tanmateix, renuncià i s'exilià als Estats Units. La Guerra de Reforma, una guerra civil entre els liberals i conservadors, ja havia començat.
Benito Juárez, com a president de la Suprema Cort de Justícia de Mèxic, i en renunciar Comonfort, assumí la presidència de Mèxic, segons les estipulacions de la constitució. Ja que la capital era ocupada per Zuloaga, Juárez dirigí el seu govern des d'altres regions del país. Els conservadors i el clergat, tanmateix, desconegueren Juárez, i designaren Zuloaga com a president. Així doncs, durant la Guerra de Reforma, hi hagué dos presidents en funcions a Mèxic, un de liberal i itinerant, que desconeixia el cop d'Estat que revocava la constitució, i un de conservador, amb el suport del clergat. Aquesta guerra civil culminà el 1861, amb la victòria liberal.
El 1863, quan els conservadors prengueren el poder de bell nou, Juárez acceptà l'oferiment de Comonfort d'incorporar-se a la defensa del país davant la imminent invasió francesa, i Comonfort retornà a Mèxic de l'exili. Comonfort havia de protegir Santiago de Querétaro, però un dia, de camí cap a Celaya fou atacat per bandits pagats pels conservadors i mort el 13 de novembre de 1863.